# Gschnitz
Gschnitz is een gemeente in het district Innsbruck Land van de Oostenrijkse deelstaat Tirol.
Gschnitz ligt achter in het Gschnitztal, dat elf kilometer verderop bij Steinach am Brenner uitmondt in het Wipptal. Het gemeentegebied reikt tot de 3277 meter hoge bergtop Habicht en in het zuiden tot aan de grens met Italiaanse Zuid-Tirol.
Gschnitz werd voor het eerst vermeld in 1288 als Gasnitz. Aan het eind van de Middeleeuwen stonden er enkele boerderijen en pas vanaf de 18e eeuw ontwikkelde zich rondom de parochiekerk (die in 1755 door Franz de Paula Penz in rococostijl werd verbouwd) een dorpje. Sinds 1811 is Gschnitz een zelfstandige gemeente. De gemeente bestaat nu uit meerdere uiteengelegen boerderijen, waarvan enkele met barokschilderingen zijn versierd.
Absam · Aldrans · Ampass · Axams · Baumkirchen · Birgitz · Ellbögen · Flaurling · Fritzens · Fulpmes · Gnadenwald · Götzens · Gries am Brenner · Gries im Sellrain · Grinzens · Gschnitz · Hall in Tirol · Hatting · Inzing · Kematen in Tirol · Kolsass · Kolsassberg · Lans · Leutasch · Matrei am Brenner · Mieders · Mils · Mutters · Natters · Navis · Neustift im Stubaital · Oberhofen im Inntal · Obernberg am Brenner · Oberperfuss · Patsch · Pettnau · Pfaffenhofen · Polling in Tirol · Ranggen · Reith bei Seefeld · Rinn · Rum · St. Sigmund im Sellrain · Scharnitz · Schmirn · Schönberg im Stubaital · Seefeld in Tirol · Sellrain · Sistrans · Steinach am Brenner · Telfes im Stubai · Telfs · Thaur · Trins · Tulfes · Unterperfuss · Vals · Völs · Volders · Wattenberg · Wattens · Wildermieming · Zirl
- Gemeinsame Normdatei: 1085651118
- Virtual International Authority File: 726145858292723022728